# آيت أوسكاد (أزناڭن)
آيت أوسكاد هي إحدى مشيخات المملكة المغربية، تتبع جغرافيا لإقليم ورززات وإداريًا لأزناڭن. يقدر عدد سكانها بـ 5816 نسمة حسب الإحصاء الرسمي للسكان والسكنى لسنة 2004.